# فرودگاه ریچموند
فرودگاه ریچموند (به انگلیسی: Richmond Airport) یک فرودگاه همگانی با کد یاتا RCM است که یک باند فرود آسفالت دارد و طول باند آن ۱۵۲۴ متر است. این فرودگاه در کشور استرالیا قرار دارد و در ارتفاع ۲۰۶ متری از سطح دریا واقع شده‌است.

## شرکت‌های هواپیمایی و مقصدهای پروازی
| شرکت‌های هواپیمایی       | مقصدهای پروازی                               |
| ----------------------- | -------------------------------------------- |
| رجیونال اکسپرس ایرلاینز | Hughenden, Julia Creek، ماونت آیزیا، تانزویل |